# Daniel Mack

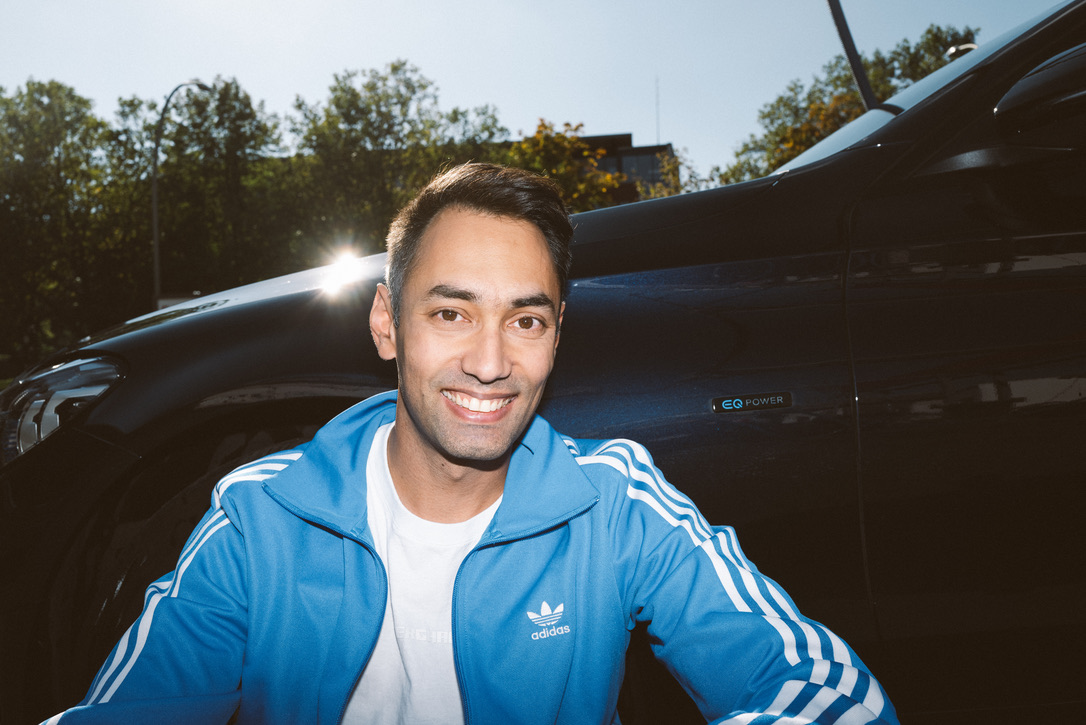
Daniel Mack, 2022

Daniel Mack (* 31. Oktober 1986 in Bad Soden-Salmünster) ist ein deutscher Lobbyist und ehemaliger Politiker. Zwischen 2012 und 2013 war er Abgeordneter von Bündnis 90/Die Grünen im hessischen Landtag.

## Leben und Beruf
Mack wuchs als Sohn eines Vaters aus Sri Lanka und einer Mutter aus Deutschland in der Nähe von Frankfurt auf. Nach dem Abitur 2006 am beruflichen Gymnasium der Ludwig-Geissler-Schule in Hanau begann er ein Studium in Jura, Politikwissenschaft und Soziologie. Nach dem Ausscheiden aus dem Hessischen Landtag arbeitete Mack als Kommunikationsberater bei der Werbeagentur Scholz & Friends sowie bei der politischen Strategieberatung Hirschen Group. Von Januar 2020 bis März 2024 war Mack Lobbyist für die Mercedes-Benz Group. Von 2020 bis 2022 war er deren Leiter für Verkehrs-, Umwelt- und Digitalpolitik. Von 2023 bis Ende März 2024 war er Leiter der Regierungsangelegenheiten der Mercedes-Benz Group in Deutschland. Er lebt in Bad Orb.

## Partei
Daniel Mack ist Mitglied der Partei Bündnis 90/Die Grünen. Er war 2008 der jüngste aller Kandidaten zur Wahl des 17. Landtages in Hessen.
Mack wird dem Realo-Flügel der Partei zugerechnet und betont die Eigenständigkeit der Grünen. Er forderte die Grünen und die FDP auf, „ihre gegenseitige Abneigung zu überwinden, um neue Bündnisse möglich machen“ und setzte sich für die Möglichkeit von Jamaika-Koalitionen ein. Mack war Teil der Verhandlungsgruppe der hessischen Grünen zu den schwarz-grünen Koalitionsverhandlungen mit der CDU nach der Landtagswahl am 18. September 2013 und verhandelte das Aufgabenfeld der Netzpolitik.

### Abgeordneter
Von März 2006 bis März 2012 war Mack Mitglied des Kreistages des Main-Kinzig-Kreises. Im März 2012 rückte Mack in den Hessischen Landtag nach. Er folgte auf Sarah Sorge, die in Frankfurt am Main zur Dezernentin gewählt worden war. Im Landtag war Mack zuständig für die Themen Netzpolitik und Sport. In dieser Rolle stellte Mack im Januar ein digitalpolitisches Programm vor, das unter dem Titel „Digitales Hessen“ eine nachhaltige, sozial gerechte und bürgerzentrierte Digitalisierung durch flächendeckenden Infrastrukturausbau, digitale Bildung und Stärkung der digitalen Souveränität verfolgt. Zudem war er war Mitglied des Innenausschusses, des Petitionsausschusses und des Unterausschusses Datenschutz. 
Bei der Wahl am 18. September 2013 trat Mack als Direktkandidat im Wahlkreis Main-Kinzig III an. Mit einem Ergebnis von 7,1 Prozent wurde er nicht gewählt und schied aus dem Landtag aus.